# Боррас, Омар
Ома́р Борра́с (исп. Omar Bienvenido Borrás Granda; 15 июня 1929, Монтевидео — 19 октября 2022) — уругвайский футбольный тренер. Наиболее известен благодаря работе со сборной Уругвая, с которой в 1983 году завоевал Кубок Америки, а в 1986 году вывел в плей-офф чемпионата мира.

## Биография
Омар Боррас родился в Монтевидео в богатой семье. Его отец построил дворец и спортивную площадку, окружённую стеной, которую он назвал в честь своих детей — «Парк Альдо и Омара Боррасов» (исп. Parque Omar y Aldo Borrás). Омар никогда не занимался на профессиональном уровне никаким видом спорта, однако с молодости вместе с отцом начал путешествовать по Европе и Латинской Америки для участия в семинарах, конференция и спортивных курсах. Боррас работал спасателем, тренером по волейболу, лёгкой атлетике, плаванию и футболу. В начале 1960-х он сконцентрировался исключительно на футболе, и первым серьёзным местом на этом направлении стала работа в тренерском штабе Ондино Вьеры в сборной Уругвая в 1965—1966 годах, в том числе на чемпионате мира в Англии.
После ухода из сборной вошёл в тренерский штаб клуба «Нью-Йорк Скайлайнерс» (США). В 1970 году впервые самостоятельно возглавил клуб уругвайской Примеры «Уракан Бусео». Затем Боррас поступил на работу в Уругвайскую футбольную ассоциацию. После прихода к власти военных в 1973 году Боррас стал активно сотрудничать с хунтой, за что многие специалисты и болельщики подвергали его критике.
В 1975 году тренировал «Монтевидео Уондерерс», дебютировавшего в Кубке Либертадорес. Это был первый случай за 15 лет существования турнира, когда Уругвай представлял какой-то другой клуб, помимо «Пеньяроля» и «Насьоналя». Однако «странникам» не удалось выйти из группы.
8 июня 1977 года исполнял обязанности главного тренера сборной Уругвая в матче против ГДР. Игра завершилась поражением «селесте» 0:2.
Однако в 1982 году Боррас всё же стал на постоянной основе тренировать национальную команду. В неё влились несколько талантливых молодых футболистов — Энцо Франческоли, Хорхе да Сильва, Карлос Агилера и Марио Саралеги. Несмотря на постоянную критику, команда Борраса сумела выиграть Кубок Америки в 1983 году, благодаря чему тренерский штаб получил кредит доверия от АУФ. Даже после свержения военного режима в 1985 году Боррас продолжил работу в «селесте», тем более что он смог вывести Уругвай в финальную стадию чемпионата мира 1986, чего не удавалось сделать его предшественникам в предыдущие два цикла.
На турнире в Мексике Уругвай выступил неоднозначно. С одной стороны, команда сумела выйти в стадию плей-офф. С другой — потерпела унизительное поражение от Дании со счётом 1:6, а затем вылетела из турнира, уступив будущим чемпионам аргентинцам 0:1.
После завершения Мундиаля Боррас покинул сборную Уругвая. В 1987 году возглавил сборную Саудовской Аравии, где окончательно завершил тренерскую карьеру спустя два года. Первая книга Борраса Entrenamiento moderno («Современная тренировка») стала бестселлером в Уругвае, весь 15-тысячный тираж был распродан. Несмотря на возраст, по состоянию на 2015 год Боррас продолжал заниматься исследованиями физической подготовки спортсменов.

## Титулы
- Обладатель Кубка Америки (1): 1983